# 伊森堡-比爾施泰因

比爾施泰因紋章

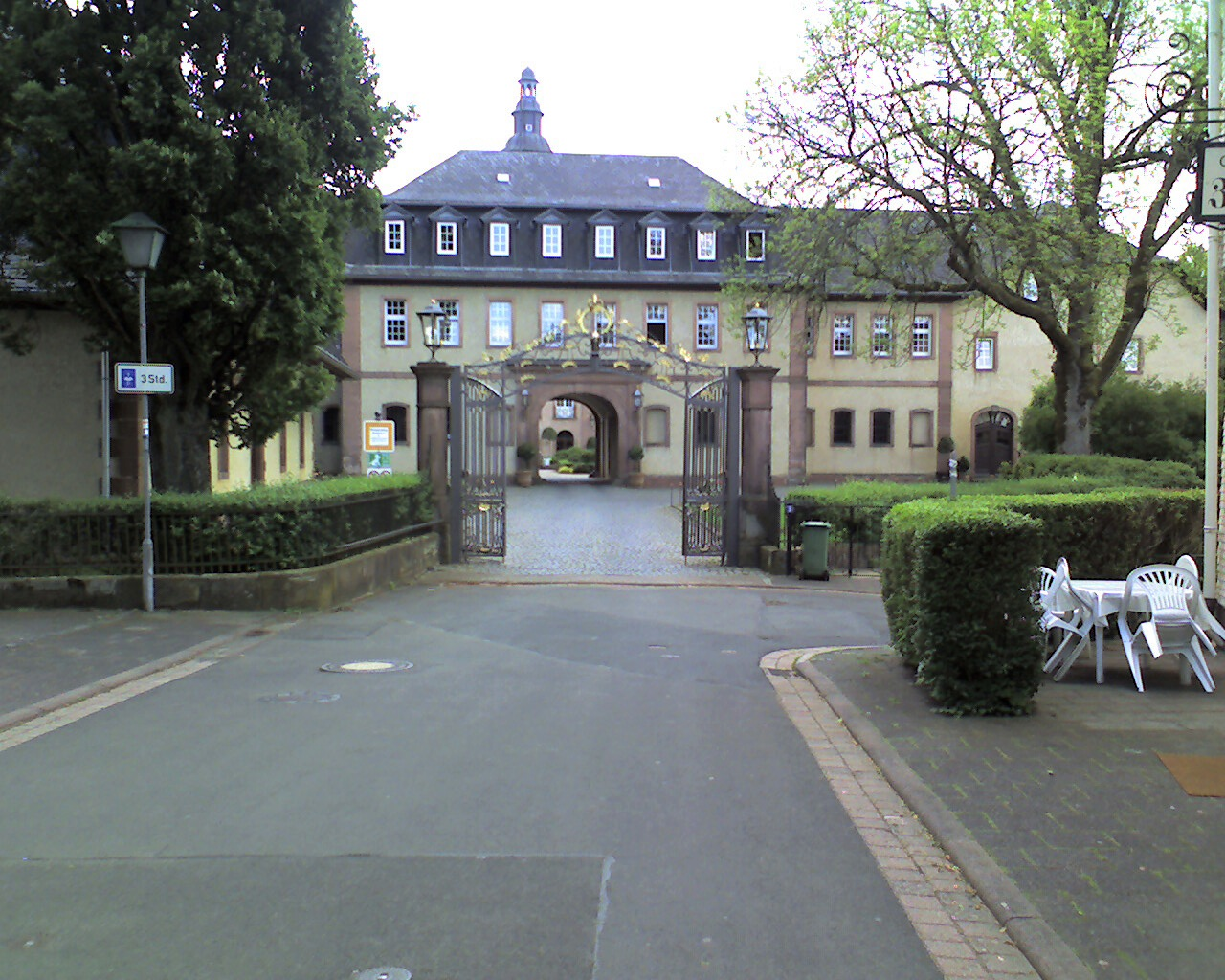
比爾施泰因城堡

伊森堡-比爾施泰因（德語：Isenburg-Birstein）是德國黑森州東南部以比爾施泰因為中心的兩個德國歷史上的邦國的名稱。 第一個伊森堡-比爾施泰因是一個伯國，是於1628年對伊森堡-比丁根-比爾施泰因進行拆分而創建的，它於1664年併入伊森堡-奧芬巴赫。第二個伊森堡-比爾施泰因是一個公國，作為1711年分割伊森堡-奧芬巴赫公國而得。1806年更名為伊森堡親王國。